# (2237) Melnikov
(2237) Melnikov (1938 TB) – planetoida z pasa głównego asteroid okrążająca Słońce w ciągu 5,58 lat w średniej odległości 3,15 au. Odkryta 2 października 1938 roku.